# Arrioutor
L'Arrioutor est un ruisseau qui traverse les départements des Hautes-Pyrénées et du Gers et un affluent gauche de l'Adour dans le bassin versant de l'Adour.

## Géographie
D'une longueur de 11,8 kilomètres, il prend sa source sur la commune de Castelnau-Rivière-Basse (Hautes-Pyrénées), à l'altitude de 225 mètres.
Il coule du sud-est vers le nord-ouest et se jette dans l'Adour à Riscle (Gers), à l'altitude 101 mètres.

### Communes et départements traversés
Dans le département des Hautes-Pyrénées, l'Arrioutor traverse quatre communes et trois cantons : dans le sens amont vers aval : Castelnau-Rivière-Basse (source - Hautes-Pyrénées), Saint-Lanne (Hautes-Pyrénées), Cannet (Gers) et Riscle dans le Gers (confluence).
Soit en termes de cantons, l'Arrioutor prend source dans le canton du Val d'Adour-Rustan-Madiranais (Hautes-Pyrénées), arrose le canton de Plaisance (Gers) et conflue dans le canton de Riscle (Gers).

## Affluents
L'Arrioutor a un affluent référencé :
- (D) Ruisseau le Boscassé, 14,1 km, qui traverse Cahuzac-sur-Adour, Cannet, Castelnau-Rivière-Basse, Goux et Riscle où il conflue.

(D) rive droite ; (G) rive gauche.